# Congestión vehicular

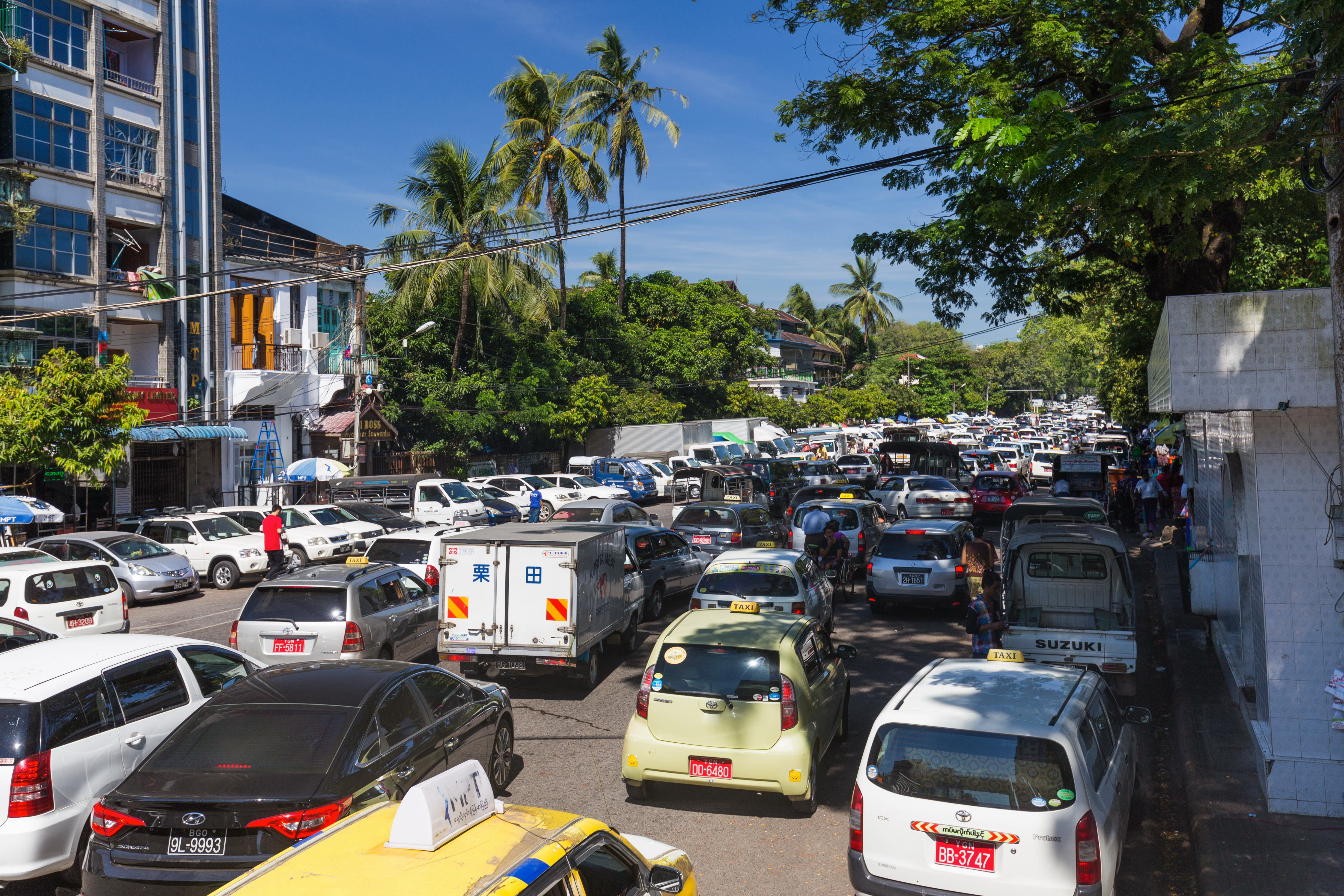
Un embotellamiento en una calle de Rangún, Birmania.

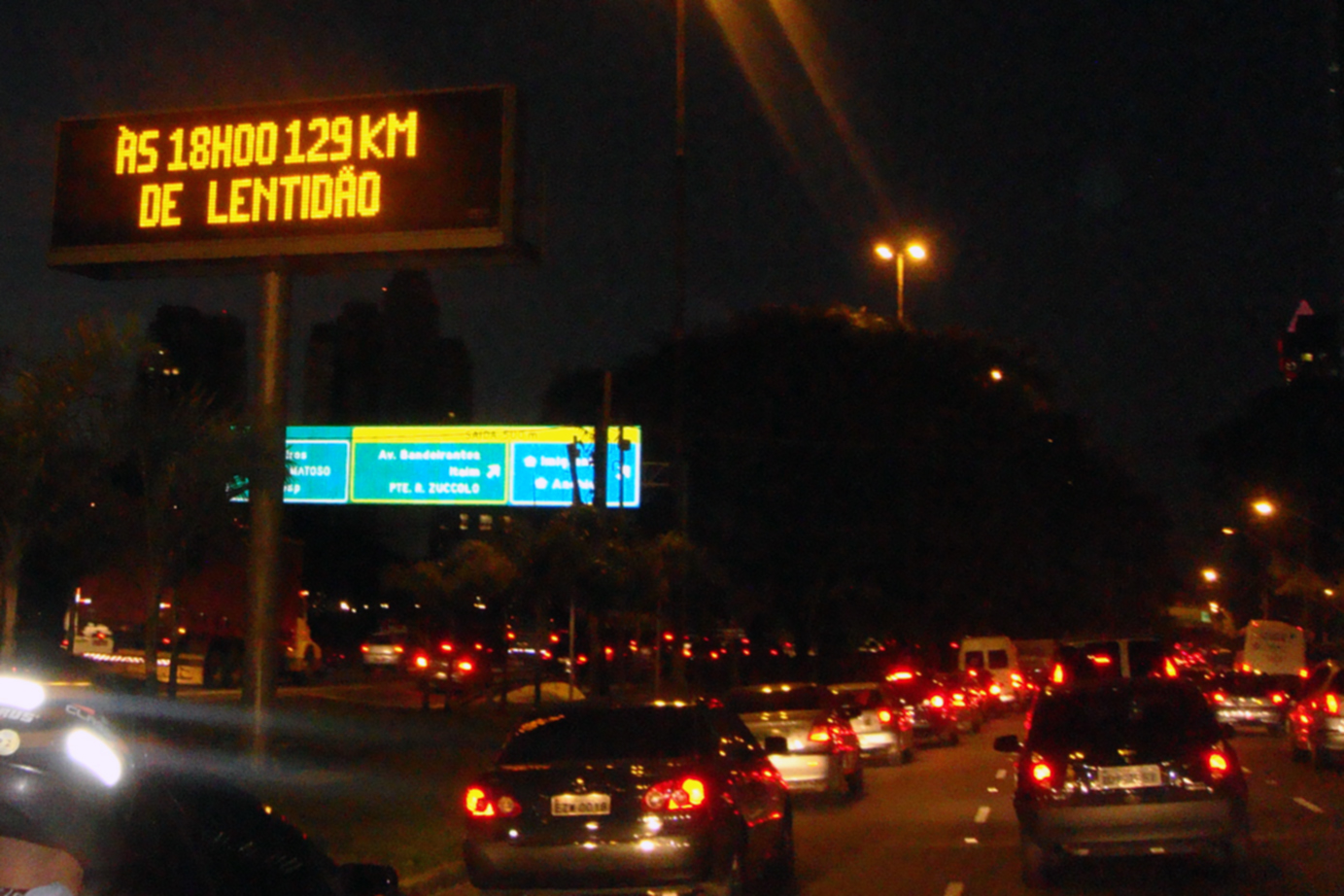
Embotellamiento vial en Marginal Pinheiros, ciudad de São Paulo (Brasil), el área urbana más congestionada del mundo según la Revista Time.

La congestión vehicular, embotellamiento, taco (en Chile y partes de Colombia), trancón (en partes de Colombia), tranque (en Panamá), presa (en Costa Rica), cola (en Venezuela), tráfico o atasco se refiere, tanto urbana como interurbanamente, a la condición de un flujo vehicular que se ve saturado debido al exceso de demanda de las vías, produciendo incrementos en los tiempos de viaje y atochamientos. Este fenómeno se produce comúnmente en las hora punta u horas pico, y resultan frustrantes para los automovilistas, ya que resultan en pérdidas de tiempo y consumo excesivo de combustible.
Las consecuencias de las congestiones vehiculares denotan en accidentes, a pesar de que los automóviles no pueden circular a gran velocidad, ya que el automovilista pierde la calma al encontrarse estático por mucho tiempo en un lugar de la vía. Esto también deriva en violencia vial, por otro lado reduce la gravedad de los accidentes ya que los vehículos no se desplazan a una velocidad importante para ser víctima de daños o lesiones de mayor gravedad. También, los vehículos pierden innecesariamente combustible debido a que se está inactivo por mucho tiempo en un mismo lugar, sin avanzar en el trayecto de un punto a otro.
De acuerdo con la Revista Time, la ciudad de São Paulo sufre los peores congestionamientos del mundo. Con base en reportes de la Companhia de Engenharia de Tráfego, la agencia municipal que administra la gestión de tránsito en la ciudad, el 23 de mayo de 2014 fue alcanzada la marca histórica de 344 km de filas acumuladas alrededor de la ciudad de São Paulo durante la hora pico de la tarde.

## Ciudades con más tráfico de vehículos
Entre las varias ciudades con el peor tráfico vehicular se encuentran Bogotá (Colombia), Buenos Aires (Argentina), Moscú (Rusia), Estambul (Turquía), Santiago (Chile) Ciudad de México (México), Estado de México (México), Sao Paulo (Brasil), Londres (Reino Unido), Río de Janeiro (Brasil), Boston (Estados Unidos), San Petersburgo (Rusia), Roma (Italia), entre otras.

## Causas

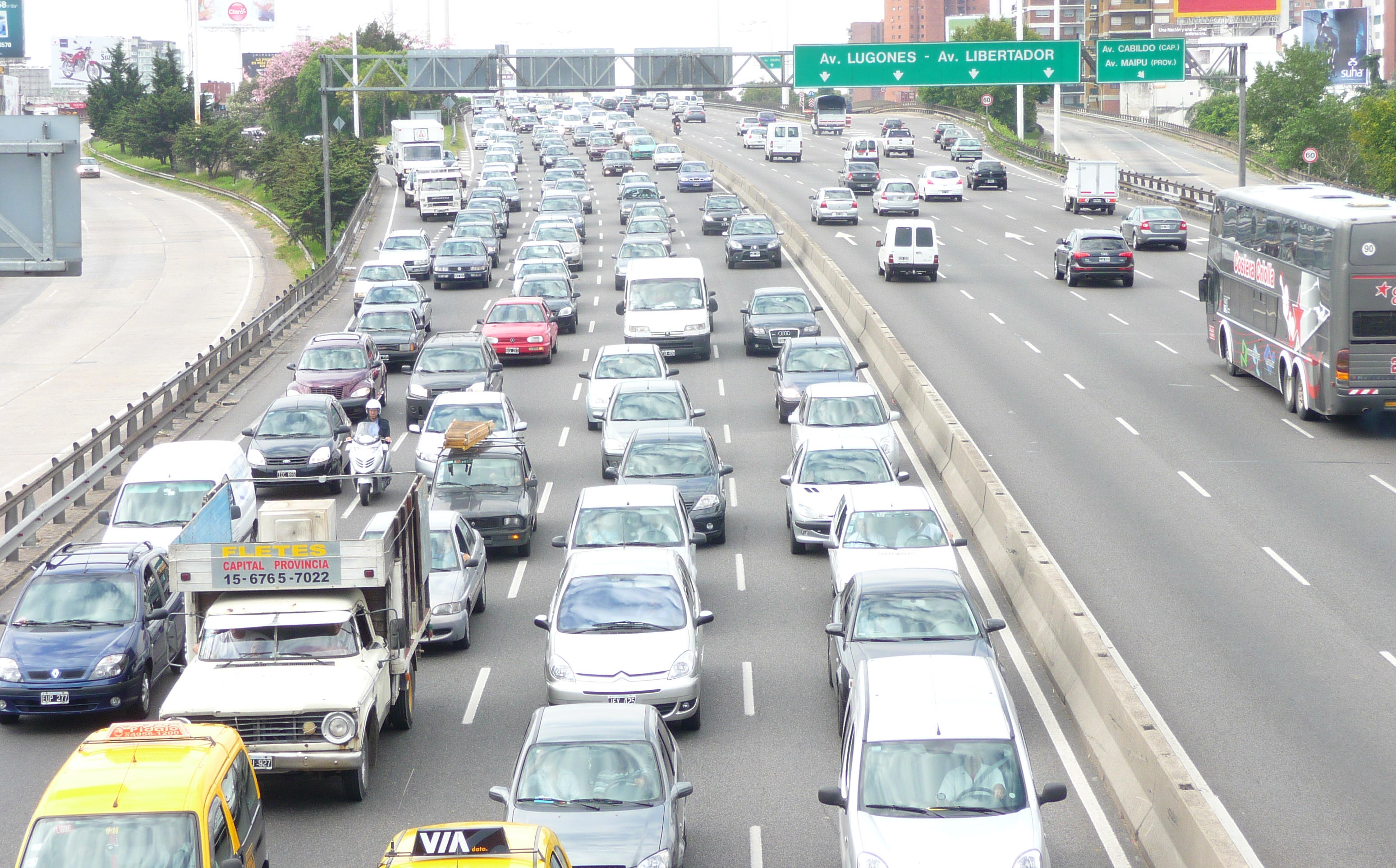
Embotellamiento en la Avenida General Paz, importante arteria de Buenos Aires (Argentina).

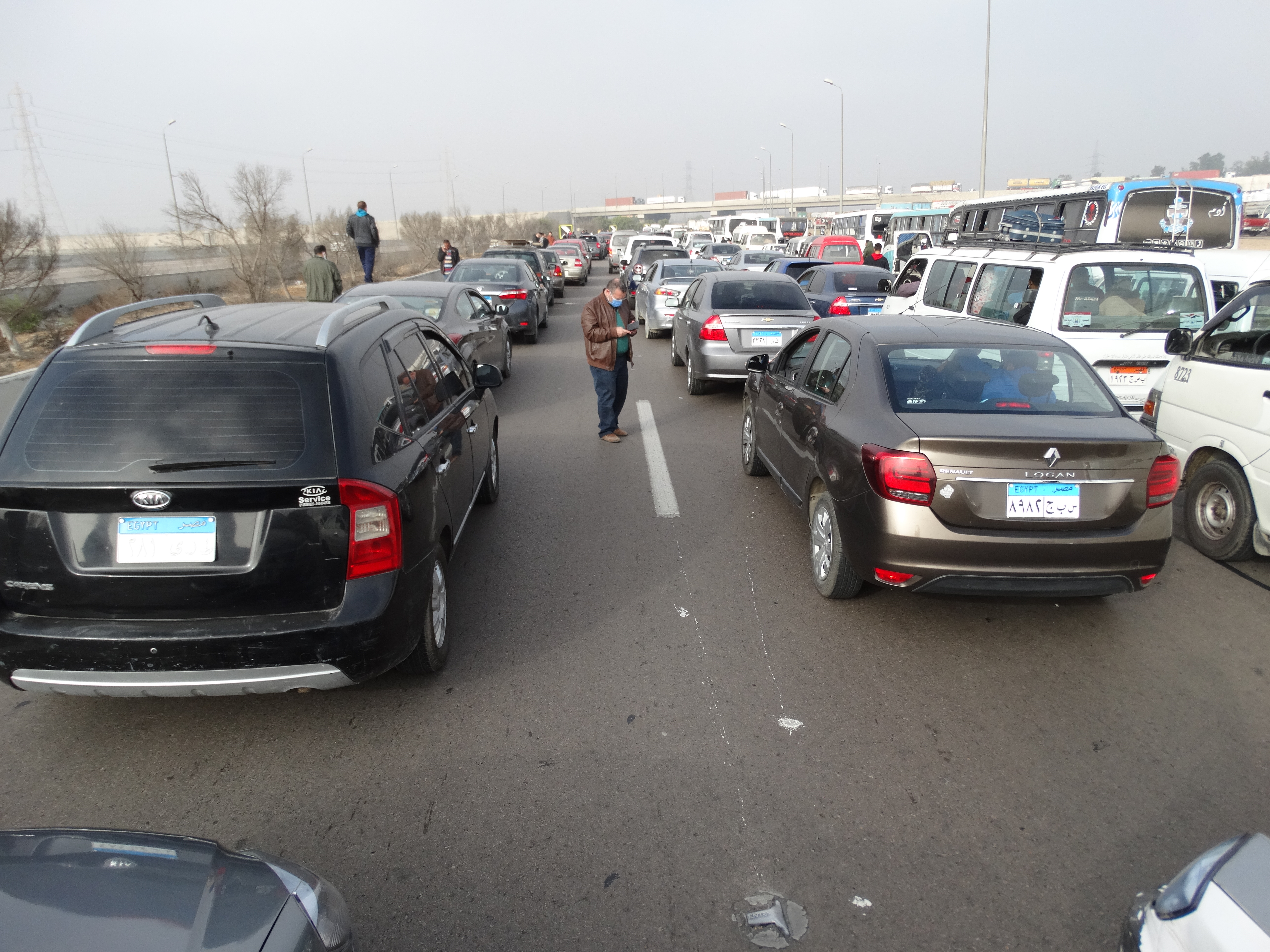
Atasco de tráfico: el tráfico en la autopista El Cairo-Alejandría está bloqueado debido a la niebla.

La congestión vehicular se produce cuando el volumen de tráfico o de la distribución normal del transporte genera una demanda de espacio mayor que el disponible en las carreteras. Hay una serie de circunstancias específicas que causan o agravan la congestión. La mayoría de ellos reducen la capacidad de una carretera en un punto determinado o durante un determinado periodo, o aumentan el número de vehículos necesarios para un determinado caudal de personas o mercancías. En muchas ciudades altamente pobladas la congestión vehicular es recurrente, y se atribuye a la gran demanda del tráfico. La mayoría del resto se atribuye a incidentes de tránsito, obras viales y eventos climáticos. La velocidad y el flujo también puede afectar la capacidad de la red, aunque la relación es compleja.
Es difícil predecir en qué condiciones un "embotellamiento" o "atasco" sucede, pues puede ocurrir de repente. Se ha constatado que los incidentes (tales como accidentes o incluso un solo vehículo frenado en gran medida en un buen flujo anteriormente) puede causar repercusiones (un fallo en cascada), que luego se difunde y crear un atasco de tráfico sostenido, cuando, de otro modo, el flujo normal puede haber continuado durante algún tiempo más.
En ciudades como San Salvador (El Salvador, Centroamérica) la causa está en el número de autos (llegando a los 4 millones).

## Efectos negativos
La congestión del tráfico tiene una serie de efectos negativos:
- Pérdida del tiempo de los automovilistas y pasajeros ("coste de oportunidad"). Como una actividad no productiva para la mayoría de la gente, reduce la salud económica regional.
- Retrasos, lo cual puede resultar en la hora atrasada de llegada para el empleo, las reuniones, y la educación, lo que al final resulta en pérdida de negocio, medidas disciplinarias u otras pérdidas personales. Lo cual implica muchas veces pérdida de horas de sueño para poder llegar a tiempo y ello puede repercutir negativamente en la salud física y/o mental.
- Incapacidad para predecir con exactitud el tiempo de viaje, lo que lleva a los conductores la asignación de más tiempo para viajar "por si acaso", y menos tiempo en actividades productivas.
- Desperdicio de combustible, aumenta la contaminación en el aire y las emisiones de dióxido de carbono (que puede contribuir al calentamiento global), debido al aumento de ralentización, aceleración y frenado. Aumento del uso de combustibles, en teoría, también puede causar un aumento de los costes de combustible.
- El desgaste de los vehículos como consecuencia de la ralentización en el tráfico y la frecuencia de aceleración y frenado, lo que hace más frecuentes que se produzca reparaciones y reemplazos.
- Automovilistas frustrados, el fomento de la ira de carretera y la reducción de la salud de los automovilistas.
- Emergencias: si se bloquea el tráfico esto podría interferir con el paso de los vehículos de emergencia para viajar a sus destinos en los que se necesitan con urgencia.
- Por efecto de la congestión de las arterias principales, aumento del tráfico en carreteras secundarias y calles como rutas alternativas que pueden afectar barrios, comunidades y los precios de bienes raíces.

## Congestión vehicular y contaminación

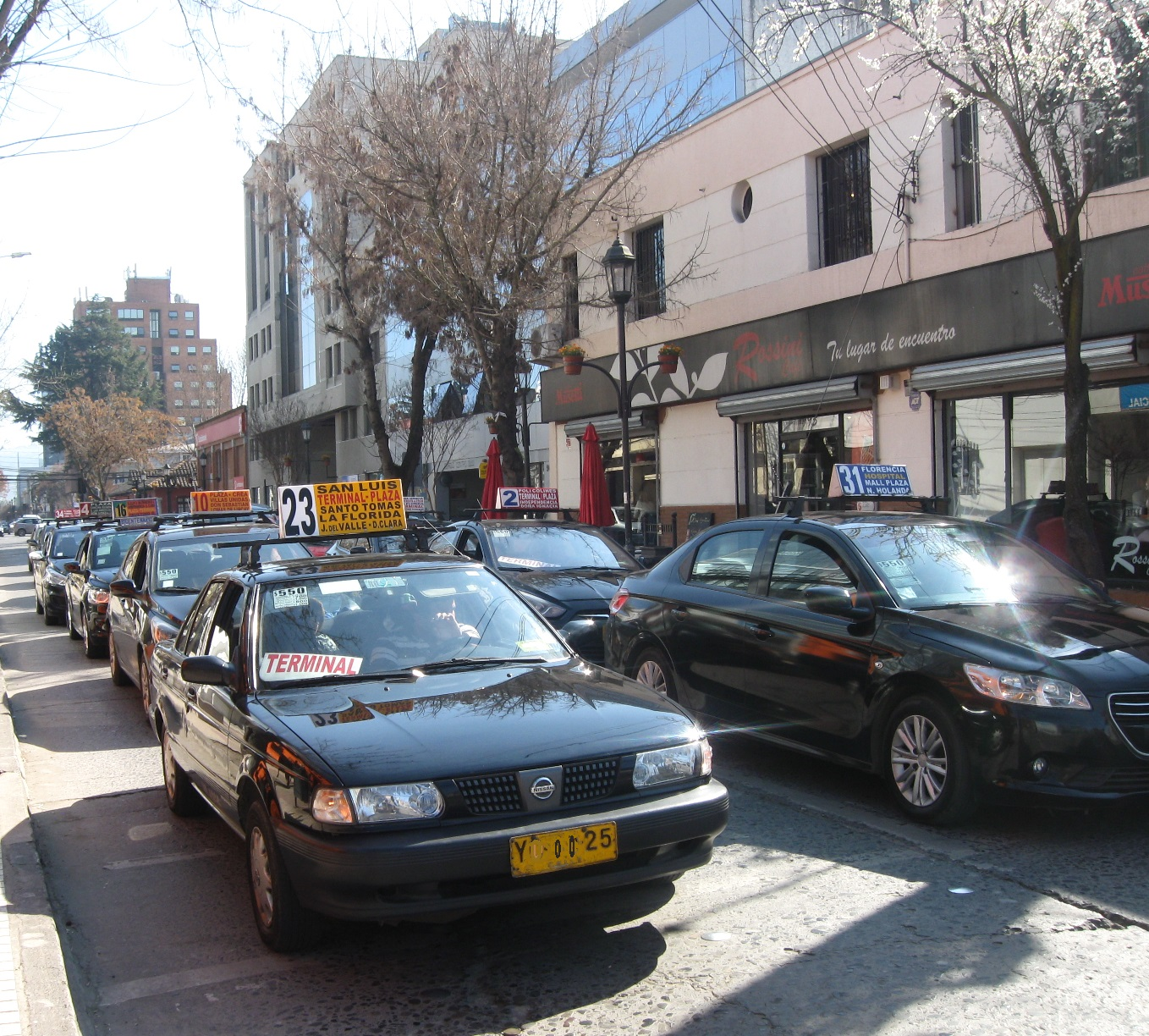
Caos vial (taco) en Talca, Chile.

Una de las consecuencias de la congestión vehicular son los contaminantes atmosféricos. Estos se pueden clasificar en dos grandes grupos:

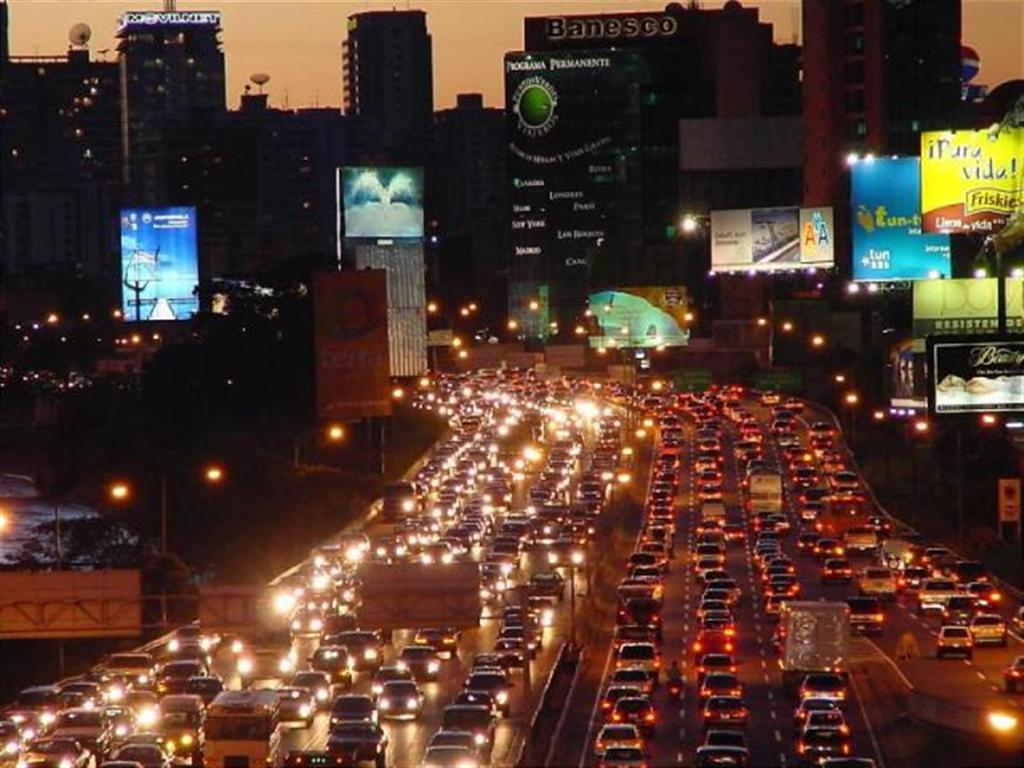
La Autopista Francisco Fajardo en Caracas, la zona más congestionada de Venezuela.

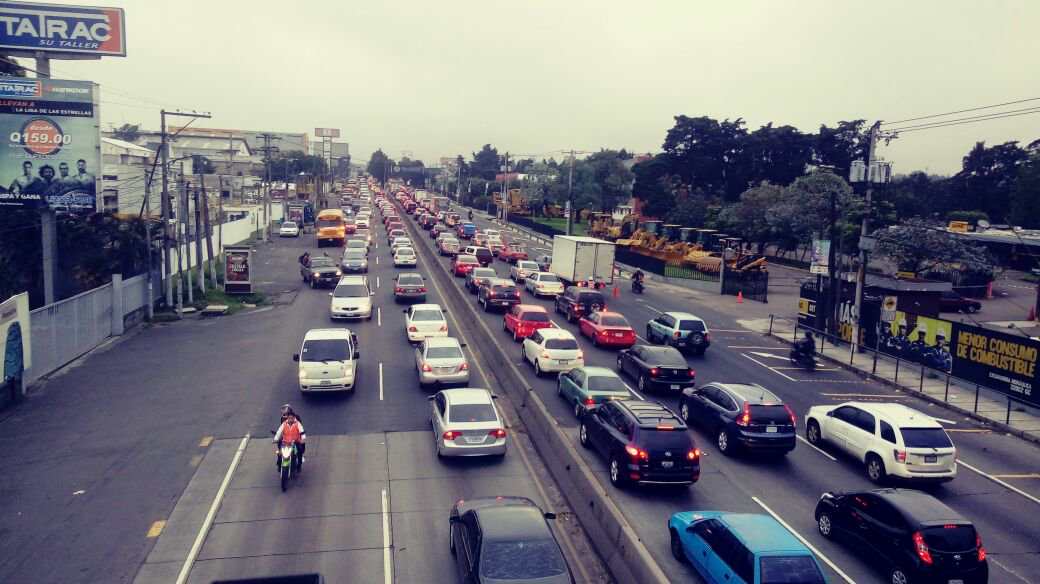
Congestión vehicular en Villa Nueva, Guatemala.

Contaminantes primarios: Aquellos que son introducidos en la atmósfera directamente a raíz de los fenómenos que los causan.
Contaminantes secundarios: Los que se forman en la atmósfera a partir de la presencia de contaminantes primarios.

### Ejemplos de contaminantes y sus efectos
- Material particulado: Es una mezcla compleja de sustancias orgánicas e inorgánicas, desde sal de mar y partículas de suelo hasta partículas de hollín producido por el uso de combustibles fósiles. El material particulado proveniente de la combustión se puede emitir directamente, en forma de carbono elemental y orgánico, o bien formarse en la atmósfera a partir de otros contaminantes.Congestión en la Autopista Norte de Bogotá durante la hora pico de 2008.

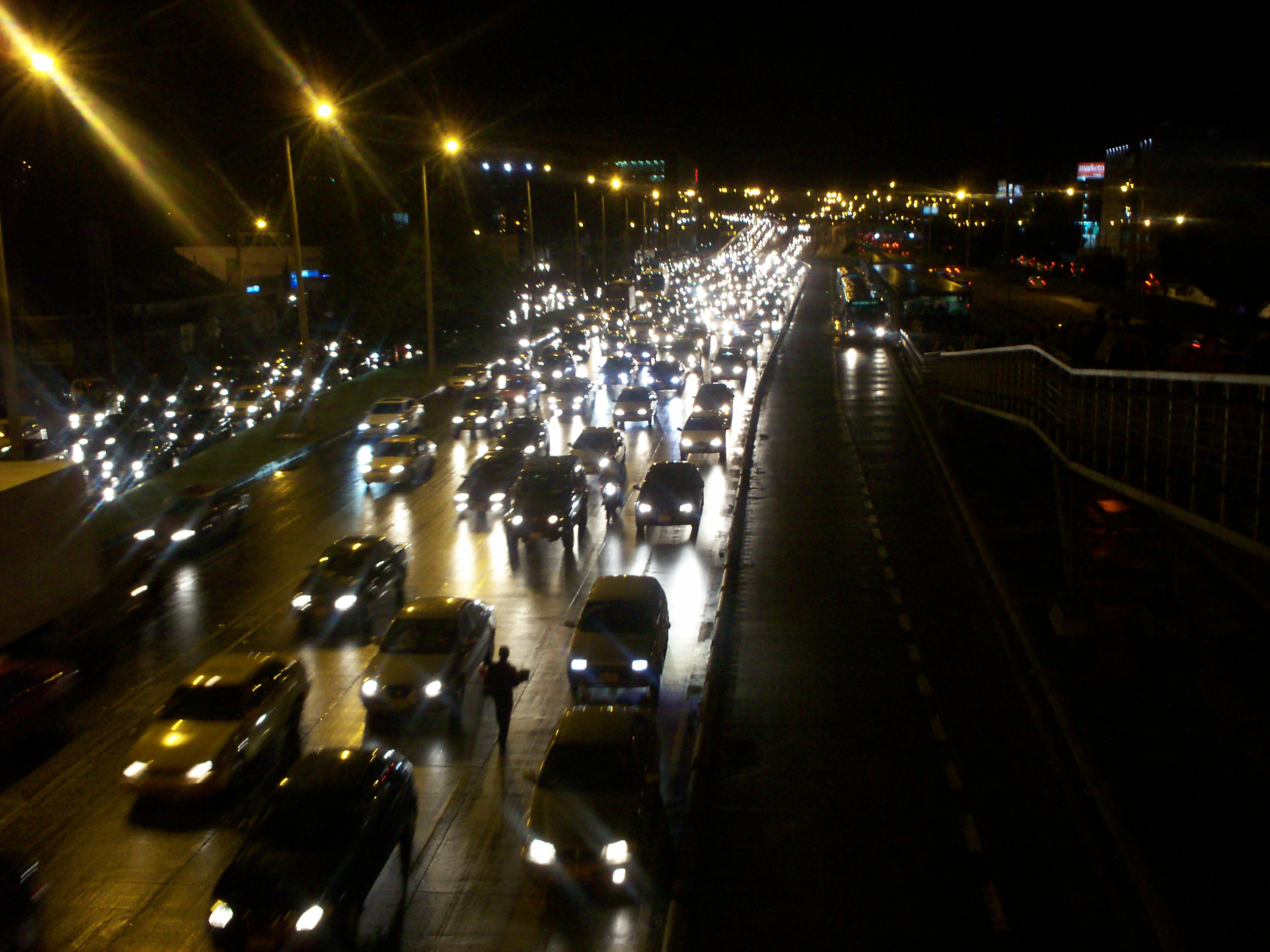
Congestión en la Autopista Norte de Bogotá durante la hora pico de 2008.

- Dióxido de azufre o anhídrido sulfuroso (SO2): Es un gas incoloro, que se produce debido a la presencia de azufre en el combustible, principalmente diésel. Se oxida posteriormente en la atmósfera, produciendo sulfatos, que forman parte del material particulado. El SO2 en presencia de material particulado forma una mezcla letal, que fue responsable de episodios como el de Londres en 1952, en que hubo miles de fallecimientos.
- Monóxido de carbono (CO): Es un gas incoloro e inodoro, que se produce debido a la combustión incompleta. El CO impide el transporte de oxígeno en la sangre, y en concentraciones altas produce la muerte.
- Ozono: Es un oxidante, es el principal de los contaminantes atmosféricos que forman el llamado smog fotoquímico, que se produce en la atmósfera por reacciones químicas en presencia de radiación ultravioleta. Los aerosoles que se forman como parte del mecanismo fotoquímico causan una reducción de la visibilidad, dándole a la atmósfera una apariencia café rojiza.
- Metales pesados: Muchos de ellos pueden encontrarse presentes en la atmósfera. El plomo es tal vez el más común, debido a su uso como aditivo en las gasolinas normales.

Cada vez que se produce una congestión vehicular, los contaminantes atmosféricos aumentan, lo que daña directamente la salud de las personas atrapadas en los embotellamientos o atascos. Sin embargo, el efecto va más allá, pues también perjudican a la vegetación y ecosistemas, causan daños materiales, contaminación auditiva, entre otros muchos efectos negativos.
Los contaminantes producen una gran variedad de efectos en la salud, entre los principales se encuentran: asma, efectos en el desarrollo neonatal, mayor sensibilidad en las vías respiratorias y enfermedades respiratorias crónicas, cáncer (principalmente pulmonar) y arritmia cardiovascular, entre otros. Además tenemos efectos que no atacan la salud del ser humano, sin embargo, si le afectan. Ejemplo de ello tenemos absentismo laboral, días con actividad restringida, efectos conductuales, etc.
Una vez que analizamos lo antes expuesto, nos damos cuenta de la importancia de una buena planeación vial en las ciudades. El objetivo de la misma es ayudar a que los vehículos fluyan de manera adecuada para evitar estancamientos. Pero esto no siempre sucede así. Ejemplo de ello se ve en Ciudad de México. Para facilitar el tránsito vehicular se construyeron segundos pisos en vías importantes de comunicación. Sin embargo, para poder utilizarlos, es necesario pagar por circular allí, lo que lleva a un nuevo caos, pues muchos ciudadanos no están conformes con las cuotas que se cobran. Al final, los segundos pisos no benefician a toda la población, pues no todos pueden agregar a sus gastos el pago de este nuevo impuesto.